# Duarría
Duarría (llamada oficialmente Santiago de Duarría) es una parroquia española del municipio de Castro de Rey, en la provincia de Lugo, Galicia.

## Organización territorial
La parroquia está formada por dieciocho entidades de población:
- A Abelleira
- A Igrexa
- A Rubial
- As Casas de Riba
- As Seixas
- A Tormentosa
- Cornide
- O Armental*
- O Castro
- O Catadoiro
- O Cepetal*
- O Paulouro
- O Rodeiro
- Os Castedos
- Os Pedregás
- Os Salgueiros
- Paderne
- Vilanova
- Xenxibre

## Demografía
| Gráfica de evolución demográfica de Duarría entre 2000 y 2019 |
|                                                               |
| Datos según el nomenclátor publicado por el INE.              |